# Masacre de Pidjiguiti
La masacre de Pidjiguiti (también escrito Pijiguiti) fue un incidente ocurrido el 3 de agosto de 1959 en los muelles de Pijiguiti del Puerto de Bisáu, en Bisáu, Guinea Portuguesa. 
Los trabajadores del puerto se declararon en huelga para exigir mejoras salariales, pero un gerente llamó a la PIDE, la policía estatal portuguesa, que disparó contra la multitud, matando al menos a 25 personas. El gobierno culpó al grupo revolucionario Partido Africano para la Independencia de Guinea y Cabo Verde (PAIGC) y arrestó a varios de sus integrantes. El incidente provocó que el PAIGC abandonara su campaña de resistencia no violenta, lo que desencadenó la Guerra de Independencia de Guinea-Bisáu en 1963.

## Historia
En la década de 1950, el conglomerado portugués Companhia União Fabril controlaba gran parte del comercio en los muelles de Pijiguiti a través de una filial llamada Casa Gouveia. Si bien el gobierno colonial portugués había promulgado varias reformas en esos años para intentar sofocar el creciente sentimiento anticolonial e independentista en la región, los bajos salarios y las malas condiciones laborales seguían siendo catalizadores del malestar social.
La primera gran huelga de trabajadores portuarios de Casa Gouveia tuvo lugar el 6 de marzo de 1956. En esta ocasión, se ordenó a las fuerzas de seguridad portuguesas y a la PIDE (policía política) no emplear la fuerza contra los huelguistas, presumiblemente para evitar una escalada del conflicto. Los trabajadores, al percatarse de esta situación, intentaron tomar los muelles por la fuerza, por lo que se requirió refuerzos policiales. Finalmente se realizaron arrestos, pero el incidente dejó a la policía humillada.
La huelga de 1956 fue en general un fracaso, y los salarios se mantuvieron extremadamente bajos. El creciente malestar entre los trabajadores portuarios era evidente incluso para altos funcionarios coloniales, como el subsecretario de Estado del Ejército , Francisco da Costa Gomes, quien a finales de 1958 advirtió la probabilidad de una revuelta portuaria y aconsejó al gobernador que accediera a las demandas salariales de los trabajadores en aras de la estabilidad. Sin embargo, este consejo nunca se aplicó.
A finales de julio de 1959 se organizaron los preparativos para otra huelga, con los trabajadores reunidos bajo las palmeras del muelle para discutir los detalles. De hecho, Amílcar Cabral a veces se refería al incidente como «la masacre del Muelle de Pijiguiti».

## Masacre
En la mañana de ese 3 de agosto, los estibadores se reunieron con Antonio Carreira, gerente de Casa Gouveia, para negociar su aumento salarial. Habían acordado de antemano parar definitivamente a las 3 de la tarde si no se atendían sus demandas. La reunión no tuvo buenos resultados y los trabajadores suspendieron sus labores, como estaba previsto. Carreira convocó a la PIDE, que llegó alrededor de las 4 de la tarde y exigió a los trabajadores que reanudaran sus labores. Los huelguistas se negaron y procedieron a atrincherarse cerrando las puertas del muelle. Blandiendo remos y arpones, los huelguistas se armaron para intentar disuadir a la policía de entrar.
La policía, en lugar de arriesgarse a una derrota en combate abierto, abrió fuego contra los trabajadores en huelga, incluso lanzando granadas. Los trabajadores no tenían adónde huir, y varios murieron en unos cinco minutos. Algunos lograron escapar por el agua en sus propias embarcaciones, pero la mayoría fueron perseguidos y arrestados, o abatidos a tiros en el agua. Entre 25 y 50 trabajadores murieron en el lugar, y muchos más resultaron heridos.
La noticia de la masacre se difundió rápidamente, y miembros del grupo revolucionario PAIGC llegaron al lugar con prontitud. El PAIGC conocía los planes de huelga y había respaldado la maniobra como un acto de resistencia civil contra el gobierno colonial. La PIDE arrestó rápidamente a miembros del PAIGC, incluyendo a Carlos Correia. La participación del PAIGC proporcionó a las autoridades coloniales un chivo expiatorio conveniente para culpar a los disturbios.

## Secuelas
Las autoridades culparon al PAIGC de fomentar el descontento entre los trabajadores, y sus simpatizantes tuvieron que replantear sus estrategias a largo plazo para lograr sus objetivos. En septiembre de 1959, Cabral y varios miembros del PAIGC se reunieron en Bisáu y decidieron que la protesta no violenta en la ciudad no traería el cambio. Concluyeron que la única esperanza para lograr la independencia era la lucha armada. Este fue el punto inicial de una lucha armada de 11 años (1963-1974) en Guinea Portuguesa que enfrentó a 10.000 soldados del PAIGC apoyados por el bloque soviético contra 35.000 tropas portuguesas y africanas, y que eventualmente conduciría a la independencia de Cabo Verde y de toda el África portuguesa después del golpe de Estado de la Revolución de los Claveles de 1974 en Lisboa . 

## Conmemoración
El día de la masacre, el 3 de agosto, es un día público de memoria en Guinea-Bissau.
Cerca de los muelles, hay ahora un gran puño negro conocido como la Mano de Timba, que fue erigido como monumento a los asesinados.